# Paphiopedilum intaniae
Paphiopedilum intaniae — многолетнее трявянистое растение семейства Орхидные.
Вид не имеет устоявшегося русского названия.

## Этимологияи история описания
Вид описан William Cavestro в 2000 году. Более 1000 идентичных растений было найдено одним из сборщиков Ayub Parnata. Хотя вид признаётся ботаниками Королевских ботанических садов в Кью, на форумах посвященных Paphiopedilum продолжается дискуссия о том, является Paphiopedilum intaniae отдельным видом или гибридом между уже известными видами.

## Биологическое описание
Вид близок Paphiopedilum philippinense, Paphiopedilum randsii и Paphiopedilum stonei.
Побег симподиального типа, скрыт основаниями 4—7 листьев.
Листья ремневидные, равномерно зелёные, длиной 25—40 см, шириной 4,5—6 см.
Соцветие 3—8 цветковое, 35—50 см длиной.
Цветки 10—12 см в диаметре. Лепестки узкие, дугообразные, 6,5—7 см длиной и 0,4—0,5 см шириной. Губа небольшая, яйцевидная, 3—3,5 см длиной и 1,6—1,8 см шириной.

## Ареал, экологические особенности
Растения найдены на известняковых холмах и скалах вблизи Gunung Morowali Mont в восточной части центра острова Сулавеси, Индонезия.
Относится к числу охраняемых видов (I приложение CITES).

## В культуре
Основные компоненты субстрата: см. статью Paphiopedilum.